# ぱにらじだっしゅ!
『ぱにらじだっしゅ!』は、2005年12月22日から2006年9月までアニメイトTVで配信されていたインターネットラジオ番組。
氷川へきるの漫画作品『ぱにぽに』（スクウェア・エニックス刊行）を原作としたアニメ『ぱにぽにだっしゅ!』（2005年7月-12月、テレビ東京系列）をベースにしている。パーソナリティは同アニメで主人公・レベッカ宮本役を担当した斎藤千和。

## 概要
「ぱにらじだっしゅ!」の正式名称は「レベッカ宮本の世界一ウケたい授業! 『○×△□』略して『ぱにらじだっしゅ!』」である。○×△□の部分には、リスナーから募集した毎回異なることわざや格言が挿入される。ゲストがいる場合は、ゲストの名前にちなんだ格言になるため、季節外れのタイトルになることがある。ちなみに、当初は世界一長いアニメインターネットラジオタイトルを目指していたが、第19回の配信にてパーソナリティーの斎藤本人が「もう狙いません!!」と宣言した（仕舞いには最後（33回）の『○×△□』の部分が「蛇足」の2文字だけになっていた）。
番組は学校の1日風に放送をおこなっており、パーソナリティーは「先生」、ゲストは「日直」、リスナーは「生徒」の関係になっている。
アニラジの番組形態をとっていることもあり、公式ラジオネームを作ろうという動きはあった。候補に挙がったのは「ぱにぇーむ」もしくは「ぱにぽにぇーむ」で、どちらも略すとペンネーム同様P.N.となる。語源は"ぱにぽに"＋"ネーム"＋せっちゅ語（後述）。しかし結局、斎藤が「何だっていいじゃん」「好きにすればいいじゃないか」と発言し、公式ラジオネームは決定されず。そのため、リスナーは好みで「ぱにぇーむ」や「ぱにぽにぇーむ」などを使って投稿している。ただ時折、何の略語か解らない「P.M.」や、「名前」をもじったものと思われる「ぱまえ」など、変なものも送られてくる。
また、アニラジそれぞれにあることが多い独特の挨拶については、こちらも公式な挨拶を決めるにあたって紆余曲折があったため、デフォルトは定めず好き勝手にしてよいことになっている。単に「こんちには」や「こんばんは」が最も多く、「ぱにぽに」のぱにから「パニッシュ」（punish：罰する、処刑するなど）を使っている人もいる。ただし斎藤の苦い思い出から、「こんにちわちわ」の類は厳禁とされている。しかし、それを知らなかった松来未祐がゲストに来たとき、斎藤は事あるごとに松来に対して「帰れ!」と言い放った。 
なお、ブースのどこかに「メソウサ」がいる。基本的に配信と同時にUPされる写真で確認できるが、たまにスタッフが持ってくるのを忘れてしまい「欠席」となることがある。
斎藤千和およびスタッフの自由奔放な発言・進行（後半に顕著）により、大きな人気を得た。
さよなら絶望放送 DJCD第4巻に斎藤千和がゲストに来た際、宮田晶役の新谷良子が当ラジオにゲストに呼ばれなかった事をネタにされ、当ラジオと絶望放送は作成スタッフが殆ど同じであることもあわせ1コーナーだけ当ラジオが復活し、第二外国語もしくはせっちゅ語のコーナーを行った。
2009年6月27日発売のぱにぽに単行本12巻の初回限定特装版に特典で「帰ってきた新・ぱにらじの逆襲リターンズ（仮）」として復活を行った。ゲストは新谷良子。上記のさよなら絶望放送での復活と同じく、本放送でゲストに呼ばれなかったからと言う理由で呼ばれた。

## コーナー
各コーナーは今日の格言を除いて、1時間目から順に学校の時間割風にして進行される。
オープニングの一言
リスナーから送られてきた一発芸を行う。ゲストがいる場合は掛け合いのミニラジオドラマになる。
今日の格言
毎回変わる正式タイトル内のことわざや格言の意味を斎藤が解説する。意味を知っていて敢えてボケることもあるが、大抵はわからず嘘八百を自信満々に並べ立てる。
ホームルーム「今日の目標」
リスナーから送られてきた放送中お題「目標」を斎藤が発表する。「私語を慎む」「かまない」「おしとやかにする」などであるが、大概このホームルーム内で話が終わっている。
黒板
普通のお便りを黒板に書く感じで読むコーナー。だが黒板は名前だけの存在で、当初から「黒板に書く感じで読む」という謎の設定に斎藤自ら疑問を呈していた（なぜ黒板なのかはこちらを参照）。終盤では、パーソナリティーの斎藤自身が「ふつおた」と称すこともあるほど、原意は薄れてきている。
伝説の教師
自分の思い出に残っている先生を紹介するコーナー。青春ドラマの熱血教師のような思い出から、思い出す度に頭が痛くなる奇行教師の思い出まで、幅広く取り扱っている。
今日の授業（ゲストがいる回は無し）
人生ゲームのルーレット（正式名称：ルーレット☆ルーレット）を使用して、出た目に該当する学科に関する問題に斎藤が答えるコーナー。どの目がどの学科になっているのかは斎藤にも伏せられており、ましてやリスナーにとっては視覚情報が一切ないままお題が決定される。選択がルーレットに依っているため、不自由選択と称される。難しい問題では、斎藤が語感から閃いた内容をそのまま垂れ流し、珍妙な世界を構築している。また留学経験があるため得意だと公言している英語でも珍解答がある。
第二外国語もしくはせっちゅ語
「ぱにぽにだっしゅ!」内でレベッカ宮本（ベッキー）がまちゃちゅーせっちゅとしか言えなかったところから発展して出来たコーナー。言いにくい言葉をリスナーから募集し、わざとベッキーのように舌足らずに発音する。早口言葉とは違うもので、舌足らずに発音しても変わらない言葉（躊躇など）もせっちゅ語に含まれる。いずれは「せっちゅ語事典」を出版して、印税で原作者の氷川先生に「ぱにぽに御殿（せっちゅ御殿）」を建ててあげる予定だったが、前述のアニラジタイトル同様結局果たされぬまま終了。
第三外国語「翻訳ってすばらしい」（不定期）
アニメ版オープニングテーマの歌詞を、和英翻訳→英和翻訳と機械翻訳を繰り返した結果が面白い、との投稿がありコーナー化した。日本語の原文を、英語などに外国語翻訳ソフトで変換し、再度日本語に和訳ソフトで変換した結果、原文とは違った内容になっていることを面白がる。
世界征服あるいは世界の車窓から（不定期、ゲストがいる回は無し）
『カナダからの手紙』と称して、実際にカナダからのリスナーからの投稿があり発展して出来たコーナー。日本国外から送られてくるリスナーの投稿を読む。
ベッキーの相談室（ゲストがいる回のみ）
ベッキーと斎藤に、キャラとゲストが悩みを相談し、解決までもっていこうとするコーナー。はじめにミニラジオドラマ風に担当キャラ同士で悩み相談を行い、その後ゲスト本人の悩みを斎藤が聞く。だが解決することは稀で、そもそもゲストの愚痴を聞くことの方が多い。
放課後（不定期）
放課後のまったり感を味わうコーナー。主にゲストの部活動や学生時代の思い出を話すコーナーだが、お菓子を食べながらただフリートークをすることが多い。
当初は部活動もするという予定だったが、殆ど実施されていない。
職員会議「進路相談」（不定期、ゲストがいる回は無し）
番組への要望や意見を採り上げるコーナー。
また、リスナーからの真剣な質問（大学の提出論文に対しての意見や、現役先生からの生徒たちとの付き合い方など）が、送られて困惑しながらも答えている。
下校時刻
次回の配信予告や番組からのお知らせを伝えるコーナー。「ぱにぽにだっしゅ!」関連のCD・DVDを宣伝した後、DVD各話の見所をベッキーやゲスト担当キャラ視点で紹介する。また次の更新予定日にまつわる豆知識を披露する。ゲストがいる場合は、ゲストからのお知らせもある。

## CD
Web配信分の名場面集に未公開分・新録分を加えた形で、フロンティアワークスより「ぱにぽにだっしゅ! DJCD『ぱにらじだっしゅ!』」として発売されている。
1. 第1巻（KICA-794, 2006年6月21日発売）
2. 第2巻（KICA-795, 2006年7月26日発売）
3. 第3巻（KICA-796, 2006年8月23日発売）

『ぱにぽに』12巻初回特装版の付録として「帰ってきた新・ぱららじの逆転リターンズ!」として、新たに収録されたCDがある。
スクウェア・エニックス　2009年6月　ISBN 978-4-7575-2575-7

## タイトル一覧
- 第1回：レベッカ宮本の世界一ウケたい授業! 『果報は寝て待て』略して『ぱにらじだっしゅ!』
- 第2回：レベッカ宮本の世界一ウケたい授業! 『千里の道も一歩から』略して『ぱにらじだっしゅ!』
- 第3回：レベッカ宮本の世界一ウケたい授業! 『瓜の蔓に茄子はならぬ』略して『ぱにらじだっしゅ!』
- 第4回：レベッカ宮本の世界一ウケたい授業! 『情に棹させば流される』略して『ぱにらじだっしゅ!』
- 第5回：レベッカ宮本の世界一ウケたい授業! 『青は藍より出でて藍より青し』略して『ぱにらじだっしゅ!』
- 第6回：レベッカ宮本の世界一ウケたい授業! 『一日千秋』略して『ぱにらじだっしゅ!』
- 第7回：レベッカ宮本の世界一ウケたい授業! 『江戸っ子は五月の鯉の吹き流し』略して『ぱにらじだっしゅ!』
- 第8回：レベッカ宮本の世界一ウケたい授業! 『蟹は甲羅に似せて穴を掘る』略して『ぱにらじだっしゅ!』
- 第9回：レベッカ宮本の世界一ウケたい授業! 『手習いは坂に車を押す如し』略して『ぱにらじだっしゅ!』
- 第10回：レベッカ宮本の世界一ウケたい授業! 『這えば立て、立てば歩めの親心』略して『ぱにらじだっしゅ!』
- 第11回：レベッカ宮本の世界一ウケたい授業! 『竜は一寸にして昇天の気あり』略して『ぱにらじだっしゅ!』
- 第12回：レベッカ宮本の世界一ウケたい授業! 『瑠璃も玻璃も照らせば光る』略して『ぱにらじだっしゅ!』
- 第13回：レベッカ宮本の世界一ウケたい授業! 『山高ければ谷深し』略して『ぱにらじだっしゅ!』
- 第14回：レベッカ宮本の世界一ウケたい授業! 『浮世渡らば豆腐で渡れ』略して『ぱにらじだっしゅ!』
- 第15回：レベッカ宮本の世界一ウケたい授業! 『風流のはじめや奥の田植うた』略して『ぱにらじだっしゅ!』
- 第16回：レベッカ宮本の世界一ウケたい授業! 『親の意見と茄子の花は千に一つも仇はない』略して『ぱにらじだっしゅ!』
- 第17回：レベッカ宮本の世界一ウケたい授業! 『前人樹を植えて後人涼を得』略して『ぱにらじだっしゅ!』
- 第18回：レベッカ宮本の世界一ウケたい授業! 『桃李言わざれども下自ずから蹊を成す』略して『ぱにらじだっしゅ!』
- 第19回：レベッカ宮本の世界一ウケたい授業! 『尺沢の鯢』略して『ぱにらじだっしゅ!』
- 第20回：レベッカ宮本の世界一ウケたい授業! 『パンがなければケーキを食べればいいじゃない』略して『ぱにらじだっしゅ!』
- 第21回：レベッカ宮本の世界一ウケたい授業! 『アダムが耕しイヴが紡いだとき、誰が貴族であったか』略して『ぱにらじだっしゅ!』
- 第22回：レベッカ宮本の世界一ウケたい授業! 『天才とは1%のインスピレーションと99%のパースピレーションである』略して『ぱにらじだっしゅ!』
- 第23回：レベッカ宮本の世界一ウケたい授業! 『石に漱ぎ、流れに枕す』略して『ぱにらじだっしゅ!』
- 第24回：レベッカ宮本の世界一ウケたい授業! 『財布の紐を首に掛けるよりは心に掛けろ』略して『ぱにらじだっしゅ!』
- 第25回：レベッカ宮本の世界一ウケたい授業! 『現在の甘露は未来の鉄丸なり』略して『ぱにらじだっしゅ!』
- 第26回：レベッカ宮本の世界一ウケたい授業! 『秋の雨が降れば猫の顔が三尺になる』略して『ぱにらじだっしゅ!』
- 第27回：レベッカ宮本の世界一ウケたい授業! 『秋来ぬと目にはさやかに見えねども風の音にぞおどろかれぬる』略して『ぱにらじだっしゅ!』
- 第28回：レベッカ宮本の世界一ウケたい授業! 『カエサルの物はカエサルに』略して『ぱにらじだっしゅ!』
- 第29回：レベッカ宮本の世界一ウケたい授業! 『三軍も師を奪うべきなり匹夫も志を奪うべからず』略して『ぱにらじだっしゅ!』
- 第30回：レベッカ宮本の世界一ウケたい授業! 『おもろしき　こともなき世を　おもしろく　すみなしものは　心なりけり』略して『ぱにらじだっしゅ!』
- 第31回：レベッカ宮本の世界一ウケたい授業! 『つれづれなるままに日暮し硯に向かいて心に移り行くよしなしごとをそこはかとなく書きつくればあやしうこそものぐるおしけれ』略して『ぱにらじだっしゅ!』
- 第32回：レベッカ宮本の世界一ウケたい授業! 『物事の終わりは思えば人生の恩師である』略して『ぱにらじだっしゅ!』
- 第33回：レベッカ宮本の世界一ウケたい授業! 『蛇足』略して『ぱにらじだっしゅ!』

## ゲスト
- 第1回：氷川へきる（原作者）
- 第3回：石毛佐和（柏木優麻＆優奈役）
- 第5回：野中藍（一条さん役）
- 第7回：雪野五月（橘玲役）
- 第9回：阪田佳代（6号さん役）
- 第13回：神谷浩史（犬神つるぎ・ネコ神様役）
- 第15回：植田佳奈（桃瀬くるみ役）
- 第17回：広橋涼（白鳥鈴音役）
- 第19回：沢城みゆき（芹沢茜役）
- 第25回：松来未祐（メディア役）
- 第27回：大原さやか（五十嵐美由紀役）
- 第29回：ティッシュ先生（斎藤千和のペット）
- 帰ってきた：新谷良子（宮田晶役）

## エピソード
- 第3回：だっつんです！（正式表記不明）（2006年1月5日配信）

ゲストで来た柏木優麻・優奈役の石毛佐和がベッキーの相談室で、神谷浩史に「萌えない」と言われたことを告白。斎藤も同じことを言われた経験があり、被害者同盟を結成。どうすれば、彼を凹ますことが出来るかで、盛り上がった。結論は「根谷美智子さんと仲良くなること」となった。その後の経過は報告されていない。
- 第12回：小さな魔王、降臨 （2006年3月10日配信）

3月12日が斎藤の誕生日だったため、内緒でスタッフから複数のプレゼントが用意された。ルーレットで出た目によってプレゼントを決めようとするが、ディレクターがルーレットを自宅に忘れてきてしまったため、急遽あみだくじで決められた。斎藤が引いたのは、「帯番組&ラジオCM」獲得で、これは思いつきで候補に挙げていたため、上司等には許可を取っていなかった。その後の交渉で何とかCM枠は確保し、同年5月からアニメイトTVや音泉などのインターネットラジオ番組内で番宣CMが流れ始めた。
- 第18回：公衆にとって公開されることで、だれが公衆に脳を持っているか記録してください。（2006年4月20日配信）

初期から公開録音を行って欲しいというリクエストがあり、「やりましょう!」と斎藤が断言した。ただし、頭の中で架空の公開録音を、と……。配信の1ヶ月以上前の回で告知されていたが、時空の歪みにより、ようやくこの回でリスナーがそれぞれ勝手に考えて送られてきた公開録音の内容が纏めて放送された。一応の取り決めとして、開催は斎藤の誕生日である3月12日0時からという縛りはあった。また斎藤が考えた内容と一致した場合、番組からプレゼントが送られる予定だった。しかし当日の斎藤はこれをすっかり忘れており、脳内公録開催中だと気付かずに日常を謳歌していた。
- 第19回：「先生になります」（2006年4月27日配信）

沢城みゆきがゲストで、「ぱにぽに」の本編にあった、芹沢茜がベッキーの真似をして授業をする場面を再現。冒頭とベッキーの相談室（ミニドラマ）がのっとられた。
ベッキーの相談室では、沢城は「特に相談することはない」と言っていたが、途中から就学中であることから「就職活動をしたい」と言い始めた。「声優界で十分にやっていけるのに」と斎藤が止めに入ったが、コーナーの時間切れのため、この話は自宅に持ち帰ることとなった（収録後、斎藤家に行く予定だったとのこと）。
- 第22回：ぱにいさま、最終回だそうですよ(?)　ずっと私のセイトでいてくださいね （2006年5月25日配信）

前回の配信分（第21回2006年5月18日配信）にて「来週最終回です」と発言した斎藤。そして公式サイトからも次週以降の更新予定日が消され、最終回のような様相を呈した。しかし当日の番組内では全くそのことに触れず、番組はそのまま終了時間に近付いた。斎藤は最終回だと言ったことすら忘れており、番組の最後にスタッフから指摘でようやく思い出し、「嘘でした」と発言してその回は終わった。
斎藤はドッキリを仕掛けようとしたのではなく、前回「何か番組中に嘘をつけ」とスタッフから指示があってそうしたとのこと。
- 第24回：6月の世界一の授業を忘れない （2006年6月8日配信）

再び公式ホームページから次週の更新予定日が消されるなど最終回ムードを漂わせるが、第22回のこともあるため疑われていた。しかし番組内でも全ての時間が「黒板」コーナーとなり、リスナーからのお便りをひたすら読むだけという最終回にありがちな展開を迎える。斎藤も奥歯に物の挟まったような物言いや、涙を流しているかのような言動をして終了を予感させる。リスナーは最終回ムードとどうにもワザとらしい斎藤の演技との間で板挟みになるが、番組改編時期であったため本当に最終回となった。
ただし本当は終了する予定だったものの、結局継続することとなり、翌週以降も番組配信は続けられた。
- 第25回：Pani Radi Onde（2006年6月15日配信）
- 第27回：その とっておきのお話を…（2006年6月29日配信）
- 第28回：本日のスープ（2006年7月6日配信）

放課後のコーナーで部活動をする予定があったが、第5回で野中藍との書道部を実施して以来、すっかり忘れられていたが、思い出したかのように復活した。
実施したのは美術部で「絵描き歌を唄いながら絵を描く」に挑戦した。次の第29回でも行われて、連続して有名な斎藤の絵が見られることとなった。
- 第29回：斎藤さん家の×××××（2006年7月13日配信）

たまたま斎藤がペット「ティッシュ」を連れてきていたため、そのままゲスト出演という形で出した。役名は体育の先生。途中、ティッシュをブース内に一匹だけで閉じこめる暴走もあった。悲しげなBGMの中、斎藤を探すティッシュの鳴き声だけが響き渡る、前代未聞のラジオ放送だった。
- HR（第33回）Ms Chiwa’s Opus（2006年8月21日配信）

前回の32回が最終回だったため、通常は30～40分ほどの番組が今回は13分弱しかなかった。番組は粛々と進行していき、スタッフより花束贈呈。最後は『ぱにぽに』の台詞であり、アニメ版の最後にも使われた「ごめん、さよならだ」で締めくくった。
- DJCD『さよなら絶望放送』第4巻

ゲストが斎藤（『俗･さよなら絶望先生』で音無芽留役）でメインパーソナリティーが神谷浩史、スタッフもほぼ同じと、当番組とはかなり深い繋がりがあるが、もう一人のメインパーソナリティーの新谷良子（宮田晶役）が一度もゲストに呼ばれなかったというリスナーからの投稿に応える形で、急遽斎藤がメインパーソナリティー、新谷がゲストという体裁でせっちゅ語のコーナーのみ復活した。